# Prima battaglia di Middlewich
La prima battaglia di Middlewich fu uno scontro che si svolse il 13 marzo 1643 presso Middlewich, in Inghilterra. Essa fu parte della prima guerra civile inglese, contrapponendo Realisti e Parlamentaristi.

## Antefatto
Nell'estate del 1642 il re e il parlamento si trovano in contrasto, ed entrambe le parti si prepararono alla guerra. Nella città di Chester sir William Brereton, il rappresentante dei parlamentaristi nel Cheshire, era stato incaricato di reclutare truppe da inviare in Irlanda per sopprimere le rivolte locali. A quello si opposero sir Thomas Aston e l'intera nobiltà del Cheshire e pertanto Chester rimase nelle mani dei realisti.
Aston era presumibilmente all'epoca il rappresentante del re nella contea, e chiese   giuramento alle truppe di combattere per il re. Il re pose la base del suo esercito a Shrewsbury e quando vi giunse il 20 settembre 1642 scrisse a lord Kilmorey, lord Cholmondeley e agli altri sottoscrittori del patto locale di fornire cavalieri per l'esercito regio. Di fronte alla Militia Ordinance del parlamento inglese, il re emise un ordine di sequestro di tutti i cavalli e le armi del Cheshire.
Il parlamento frattanto valutò l'importanza del Cheshire, che si trovava tra i monti Pennini e le colline gallesi, e pertanto controllava il passaggio nord-sud. Per il parlamento il controllo del Cheshire avrebbe significato la separazione tra i sostenitori del re a nord e il suo esercito ad Oxford, nonché il blocco dei rinforzi provenienti dall'Irlanda attraverso il porto di Chester.
Quando Aston giunse nello Shropshire trovò solo 60 dei 600 dragoni promessi. Le autorità locali gliene promisero altri 200 e pertanto decise di attendere un paio di giorni prima di muoversi alla volta del Cheshire. Nel frattempo gli venne chiesto di recarsi a Stafford per assistere lo sceriffo locale contro i parlamentaristi, ma non dimenticandosi del suo obbiettivo principale Aston chiese al commissario locale di muoversi in difesa di Nantwich con 150 moschettieri e di tenerlo aggiornato (cosa quest'ultima che non avvenne).

### Schermaglie a Nantwich

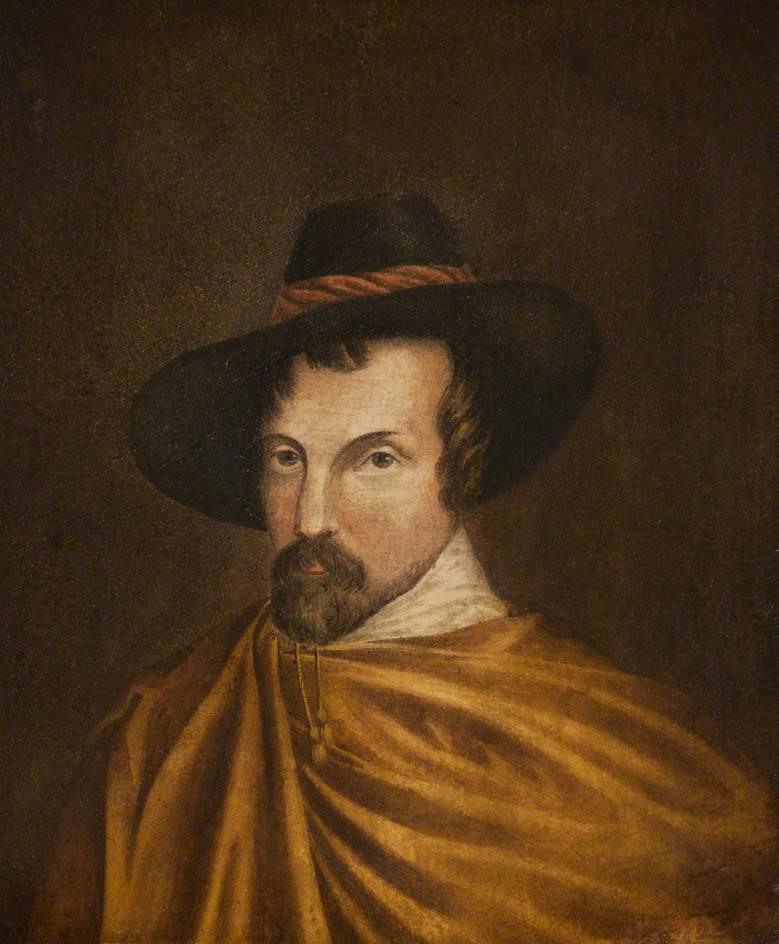
Sir William Brereton

Brereton, nel frattempo, si era recato a Congleton la sera del 27 gennaio con le sue truppe a cavallo e tre compagnie di dragoni. A Congleton lo raggiunse l'ex sindaco locale, William Edwards, con un'ulteriore compagnia di cavalieri, e queste forze nel complesso ammontavano a circa 500 uomini. La sua missione, però, non era quella di conquistare il Cheshire ma di far insorgere e organizzare i simpatizzanti parlamentaristi. Nelle sue riserve aveva anche un reggimento di fanteria con 700 moschetti al comando del maggiore scozzese James Lothian.
Si avvicinò a Nantwich il 28 gennaio, non solo "per salvare il villaggio, che era in grande pericolo saccheggiato e distrutto dall'armata del re", ma anche perché esso costituiva l'unica alternativa a Chester come quartier generale nella regione, disponendo di spazi sufficienti per accomodare grandi guarnigioni.
Brereton inviò 50 dragoni al comando di Lothian per occupare il villaggio ed informare dei progressi raggiunti Orlando Bridgeman, figlio del vescovo di Chester. Aston aveva per parte sua diverse compagnie di dragoni dello Shropshire al comando del colonnello sir Vincent Corbett per un totale di quasi 500 uomini. Malgrado la sua superiorità numerica Aston non riuscì a conquistare il villaggio e dovette ritirarsi verso est in maniera disorganizzata. Del resto anche una compagnia dei dragoni di Brereton che smontò da cavallo non riuscì a sconfiggere il nemico in pieno.
Aston corse alla volta di Whitchurch e, pur sostenendo di aver vinto la schermaglia, la sua distanza da Nantwich e i suoi appelli a nuovi rinforzi fanno ritenere chiaramente che lo scontro si era rivelato una sconfitta per i realisti. Questa mancanza di un supporto adeguato continuò per le cinque settimane successive. A Warrington si trovava una forza di 2 000 uomini al comando del conte di Derby, e 1 000 gallesi a Chester, ma i realisti non riuscirono mai a unificare il loro comando militare.

## Preludio
Aston uscì coi suoi uomini da Middlewich venerdì 10 marzo. I suoi piani vennero però ritardati quella notte dai suoi uomini che, non pagati, si ammutinarono, anche se i soldi sarebbero dovuti arrivare il giorno successivo. Non si sa il motivo per cui Middlewich venne prescelta, anziché la più sicura meta di Knutsford da dove era possibile ritirarsi verso Warrington se fosse stato necessario. Nel suo resoconto della battaglia di Middlewich Aston poi non disse di esserci giunto l'11 marzo, ma anzi lamentò di esserci dovuto andare pur essendo conscio di quanto fosse pericoloso rimanere in un villaggio senza mura e con le forze nemiche a breve distanza, accampate a Northwich ed a Nantwich. Brereton, che stava reclutando nuove truppe proprio a Northwich, commentò questo fatto dicendo che i realisti erano troppo convinti della loro capacità di vincere i parlamentaristi che ne sottovalutarono i rischi.

## Sabato 11 marzo
Aston giunse a Middlewich con circa 500 soldati a cavallo e 
1 000 miliziani di Broxton e Wirral, oltre a tre cannoni. William Brereton diede l'allarme a Northwich per l'arrivo del nemico. Aston nel frattempo aveva ricevuto una lettera dal governatore di Chester, sir Nicolas Byron, il quale lo avvisava che se fosse stato in grado di provvedere una scorta per i beni e per la famiglia di lord Brereton sino a Chester (questi era un parente di sir William Brereton), questi avrebbe provveduto ulteriori uomini per Aston. Per quanto riluttante, Thomas, dopo essersi consultato con lo sceriffo locale, sir Edward Fytton e col colonnello Ellice, decise che non si poteva attendere oltre. Inviò quindi una lettera a lord Brereton di accelerare la sua marcia anche se questo avrebbe potuto comportare per lui viaggiare di domenica.

## Domenica 12 marzo
Brereton, con l'intento di sfiancare il nemico, inviò due o tre compagnie di dragoni a dare l'allarme a Middlewich. Non aveva intenzione di attaccare ma voleva solamente stancare i realisti. Nel contempo lord Brereton non aveva ancora fatto ciò che Aston gli aveva richiesto e si era invece portato a Middlewich per ulteriori discussioni. Thomas credeva che la presenza di lord Brereton a Middlewich avrebbe spinto i parlamentaristi ad attaccare per evitare che i realisti potessero unirsi alle forze richieste in esterna. Sir William Brereton, ad ogni modo, nel suo resoconto della battaglia, dice chiaramente di aver attaccato perché riteneva che la presenza dei realisti a Middlewich costituisse una minaccia troppo grande per poter essere ignorata.

## La battaglia

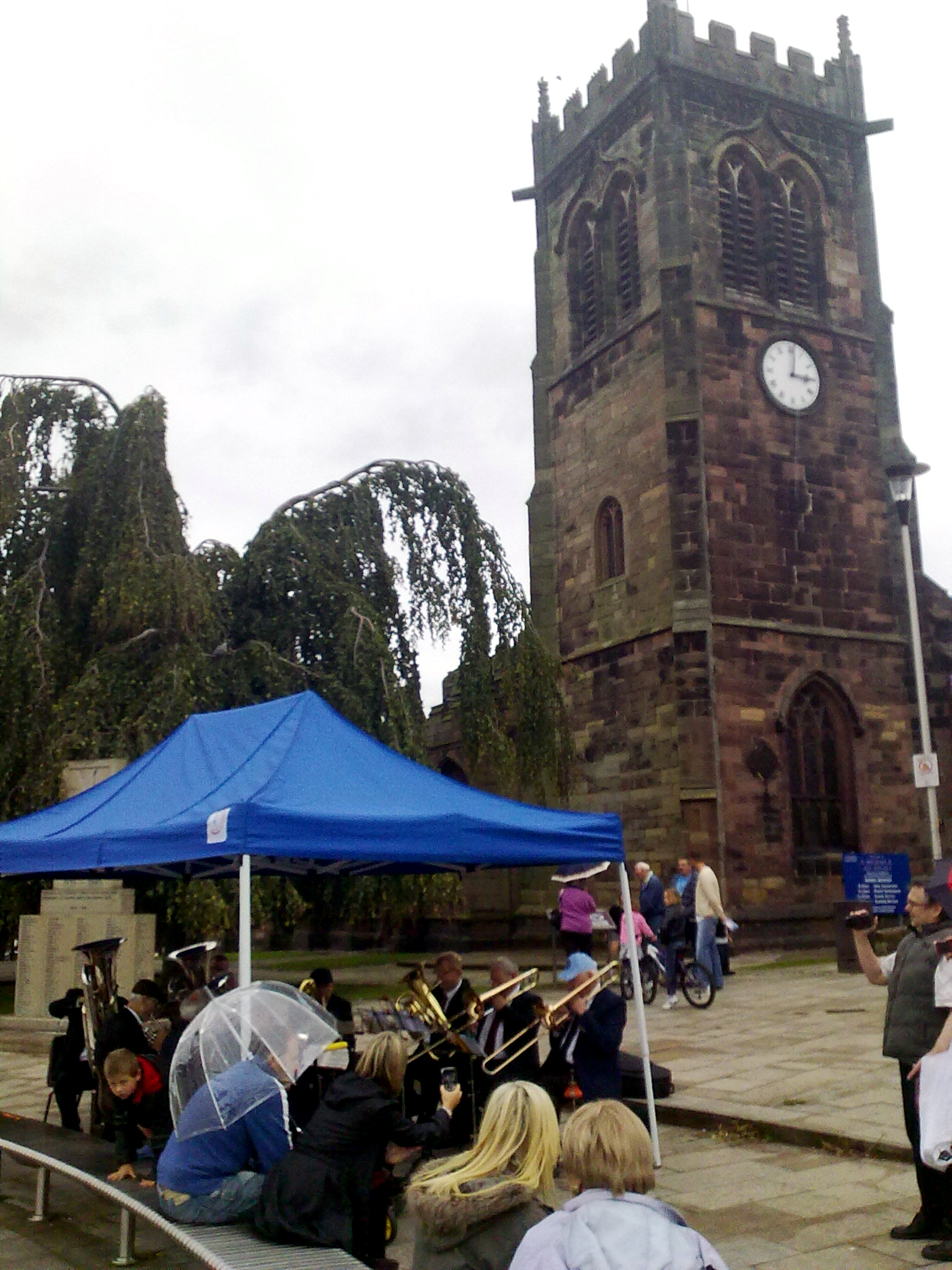
La chiesa di St Michael and All Angels a Middlewich, teatro della prima battaglia di Middlewich (1643)

La mattina di lunedì 13 marzo le forze di Nantwich non erano ancora giunte e Brereton decise di attaccare con la sua cavalleria e con i 200 moschettieri a sua disposizione. Thomas inviò per contro una compagnia di dragoni e una di cavalieri al comando del capitano Spotswood per dare l'allarme a Northwich. Il capitano però  disobbedì agli ordini ed ingaggiò battaglia col nemico. Il capitano Prestwich ed i suoi uomini vennero colti di sorpresa dal nemico, ma riuscirono ad avere la meglio, riuscendo a frenare il nemico per un'intera ora dalle 9 alle 10 di mattina quando le forze di Nantwich giunsero sul campo. Circa 800 fanti e 300 cavalieri entrarono in città con altri 200 miliziani. Aston ritirò le sue truppe a cavallo al comando del capitano Bridgeman e le posizionò dietro la fanteria.
Le forze parlamentariste, trovando il centro cittadino così ben difeso, cercarono di penetrare in città da altri punti. La situazione dei realisti non era delle migliori: la loro cavalleria non poteva caricare per la mancanza di moschettieri a difenderli, ad ovest le truppe del maggiore Thomas Holme cercavano di tener testa ai parlamentaristi malgrado il fatto che le truppe di Bridgeman si fossero dovute ritirare per difendere il cancello sud della città. Quando poi il sergente maggiore Gilmore ordinò la ritirata dei suoi fanti la situazione si fece maggiormente disperata.
I parlamentaristi avanzarono in direzione della chiesa di St. Michael and All Angels da tre direzioni così che Aston si trovò costretto ad ordinare al capitano Spotswood ed ai suoi dragoni di difendere la chiesa del paese con l'ausilio di un cannone. Una compagnia di moschettieri e due bande di miliziani vennero posti lungo la strada Nantwich.
I parlamentaristi nel frattempo decisero di caricare i realisti, motivo per cui la fanteria di Aston fuggì lasciando la cavalleria col fianco esposto ed incapace di reagire. Aston si portò verso la chiesa ma vide che anche questa era divenuta un punto indifendibile e quindi decise di tornare ai cannoni impiantati per difendere le vie cittadine.
Giunto presso l'artiglieria scoprì che i suoi cannonieri avevano in gran parte disertato, e nel caos creatosi aveva perso anche il contatto con la propria cavalleria; scoprì inoltre che i parlamentaristi avevano ormai preso possesso della chiesa locale catturando Ellice, Gilmore, Moseley, dieci tra capitani ed altri ufficiali, 400 soldati, armi per 500 uomini, due barili di micce, quattro barili di polvere da sparo e due cannoni.

## Conseguenze
Aston inviò un messaggero presso la sua cavalleria a Rudheath con l'intento di portarsi presso lord Brereton per raccogliere ulteriori forze. Malgrado la buona volontà di lord Brereton, venne costretto a ripiegare sul Cheshire lasciando i suoi uomini al loro fato.
Continuando a comandare un reggimento di cavalleria, dovette ritirarsi verso Oxford.
Sir William Brereton attribuì la sua vittoria alla volontà di Dio di far trionfare il partito parlamentarista.